# Beurre meunière

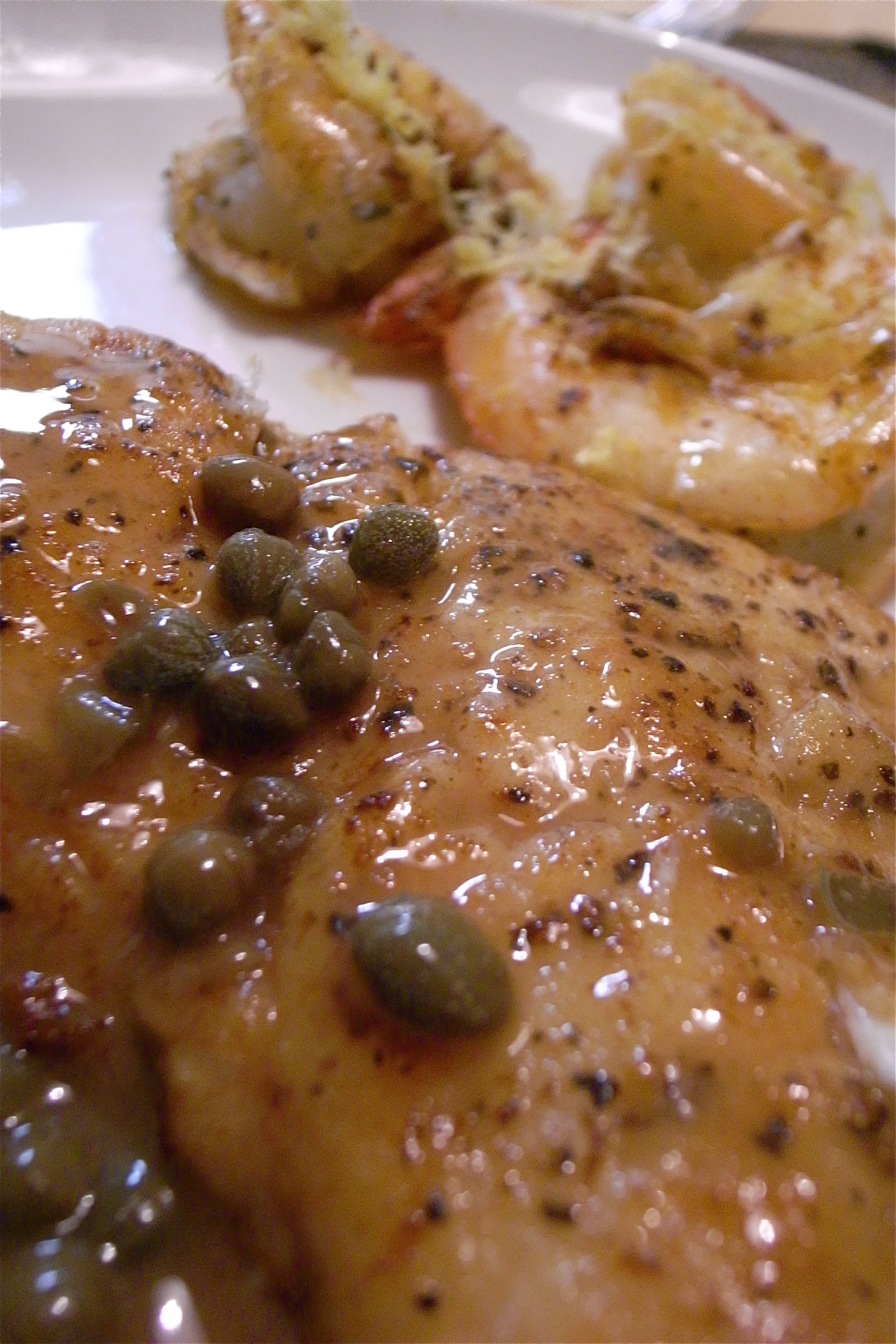
Sole meunière.

Le beurre meunière est un beurre noisette additionné de jus de citron qui accompagne les poissons cuits à la meunière.